# Hyperpersonal-Modell
Das 1996 von Joseph Walther entwickelte Hyperpersonal-Modell beschäftigt sich mit verschiedenen Aspekten der computervermittelten Kommunikation, die sich durch das Fehlen der körperlichen Präsenz auszeichnet.
Das Modell enthält die vier Komponenten Sender, Empfänger, Kanal und Feedback. Der Sender erhält die Möglichkeit, seine Wirkung auf den Empfänger zu steuern, da soziale Hinweisreize die eigene Darstellung nicht beeinflussen. Durch das Feedback des Empfängers wird die Selbstdarstellung oder Persönlichkeitseigenschaft positiv oder negativ verstärkt.
Das Hyperpersonal-Modell ist auf die zeitlich versetzte Kommunikation mit textbasierten Kanälen beschränkt (z. B. E-Mail, Messengerdienste).

## Belege
- Joseph B. Walther: Computer-mediated communication: Impersonal, interpersonal, and hyperpersonal interaction. Communication Research, 23, 3-43, 1996.